# You Got It (The Right Stuff)
«You Got It (The Right Stuff)» es una canción y sencillo de la boy band estadounidense New Kids on the Block, lanzada como sencillo el 7 de noviembre de 1988. Las voces principales fueron cantadas por Jordan Knight y Donnie Wahlberg. Es el segundo sencillo del segundo álbum del grupo, Hangin' Tough, llegó al número 3 en la lista Billboard Hot 100 a principios de 1989, mientras que encabezó las listas del Reino Unido en noviembre de 1989. En el álbum, simplemente figuraba como «The Right Stuff». Se hizo una versión en español de la canción («Autentica») y alcanzó el número 11 en España.

## Rendimiento en listas
El sencillo apareció en el top 40 del Billboard Hot 100 la semana del 14 de enero de 1989, pasando del número 45 al 37. «You Got It» alcanzó su punto máximo número 3 la semana del 11 de marzo de 1989. En total, «You Got It (The Right Stuff)» pasó 5 semanas en el top 10, 8 semanas en el top 20 y 13 semanas en el top 40. La canción fue número uno en Australia en agosto de 1989, y en el Reino Unido (en su segunda versión) en noviembre de 1989. El 29 de marzo de 1989 el sencillo fue certificación de oro. "You've Got It (The Right Stuff)" es comúnmente considerado como una de las canciones insignia de la banda. En el video musical, se ve a Jordan Knight vistiendo una camiseta de Bauhaus. La canción se clasificó como número 92 en las 100 mejores canciones de los 80 de VH1.

## En la cultura popular
La canción se puede escuchar en la película de 1989, El campeón del videojuego. En 1992, "Weird Al" Yankovic parodió la canción en su álbum Off the Deep End como «The White Stuff», una oda amorosa al blanco relleno de galletas Oreo. También se bromeó en el episodio «No todos los perros van al cielo» en Padre de familia. En un episodio de King of the Hill, Boomhauer habla acerca de una banda de chicos llamada 4Skore. Kid Rock, en su álbum The Polyfuze Method muestra la canción en su canción «Killin' Brain Cells». Esta canción aparece en el juego DanceDanceRevolution X2. En el episodio «Charlie's Mom Has Cancer» de la temporada 8 de It's Always Sunny in Philadelphia, el Dr. Jinx (Sean Combs) toca la canción en su bajo eléctrico para ayudar a Dennis a tener sentimientos otra vez. En un clip después de los créditos de un episodio de la temporada 6 de Psych que coprotagonizó Joey McIntyre, Joey, James Roday y Dule Hill bailan para la canción.
En la película de comedia de Adam Sandler de 2012, That's My Boy, el personaje Todd Peterson (Andy Samberg) recibe un tatuaje d New Kids on the Block en la espalda cuando era niño, que luego se deforma cuando crece. Al descubrir esto, su padre Donny Berger (Adam Sandler) responde cantando el coro de «You've Got It (The Right Stuff)» con las letras cambiadas para que él cante.
La canción es usada por David Wright de los New York Mets como su canción de walk-up.
En el primer episodio de Fuller House, DJ, Stephanie, Kimmy y el resto del elenco bailan con un clip de 30 segundos de la canción.
La canción aparece dos veces en la versión cinematográfica de 2017 de It, basada en la novela de Stephen King.

## Versiones
En 2007, la canción fue interpretada por Westlife el The Love Tour. En la cuarta serie de The X Factor Australia, los concursantes The Collective, interpretaron esta canción. El grupo de canto femenino Fifth Harmony interpretó esta canción en el episodio del 28 de octubre de 2014 de la serie Faking It de MTV.

## Lista de canciones
Sencillo en CD de CBS / Sencillo en Casete / Sencillo en Vinilo
1. «You Got It (The Right Stuff)» – 4:09
2. «You Got It (The Right Stuff)» [remix] – 3:32

Maxi sencillo de 12" – Estados Unidos
1. «You Got It (The Right Stuff)» [12" versión] – 5:18
2. «You Got It (The Right Stuff)» [7" versión] – 3:32
3. «You Got It (The Right Stuff)» [instrumental] – 5:15

Sencillo en 7" – Europa
1. «You Got It (The Right Stuff)» – 4:09
2. «You Got It (The Right Stuff)» [remix] – 3:32

Sencillo en 12" – Australia
1. «You Got It (The Right Stuff)» [12" versión] – 5:18
2. «You Got It (The Right Stuff)» [7" versión] – 3:32
3. «You Got It (The Right Stuff)» [instrumental] – 5:15

Sencillo en 7" – Australia
1. «You Got It (The Right Stuff)» – 4:09
2. «You Got It (The Right Stuff)» [instrumental] – 5:15

## Listas y certificaciones
| Lista (1988–89)                        | Posición más alta |
| -------------------------------------- | ----------------- |
| Estados Unidos (Billboard Hot 100)     | 3                 |
| Estados Unidos (Hot R&B/Hip-Hop Songs) | 28                |
| Lista (1989)                           | Posición más alta |
| Australia (ARIA)                       | 1                 |
| Alemania (German Singles Chart)        | 12                |
| España (Spain Singles Chart)           | 11                |
| España (Spain Top 40 Radio)            | 33                |
| Estados Unidos (Hot Dance Club Songs)  | 20                |
| Irlanda (Irish Singles Chart)          | 2                 |
| Nueva Zelanda (Recorded Music NZ)      | 2                 |
| Países Bajos (Mega Single Top 100)     | 32                |
| Reino Unido (UK Singles Chart)         | 1                 |
| Lista (1990)                           | Posición más alta |
| Austria (Ö3 Austria Top 40)            | 12                |
| España (Spain Top 40 Radio)            | 1                 |
| Francia (SNEP)                         | 17                |

| País                                                     | Certificación | Ventas   |
| -------------------------------------------------------- | ------------- | -------- |
| Australia (ARIA)                                         | Oro           | 35 000^  |
| Estados Unidos (RIAA)                                    | Oro           | 500 000^ |
| Reino Unido (BPI)                                        | Oro           | 400 000^ |
| ^cifras de envíos basadas únicamente en la certificación |               |          |